# Trío Kegelstatt

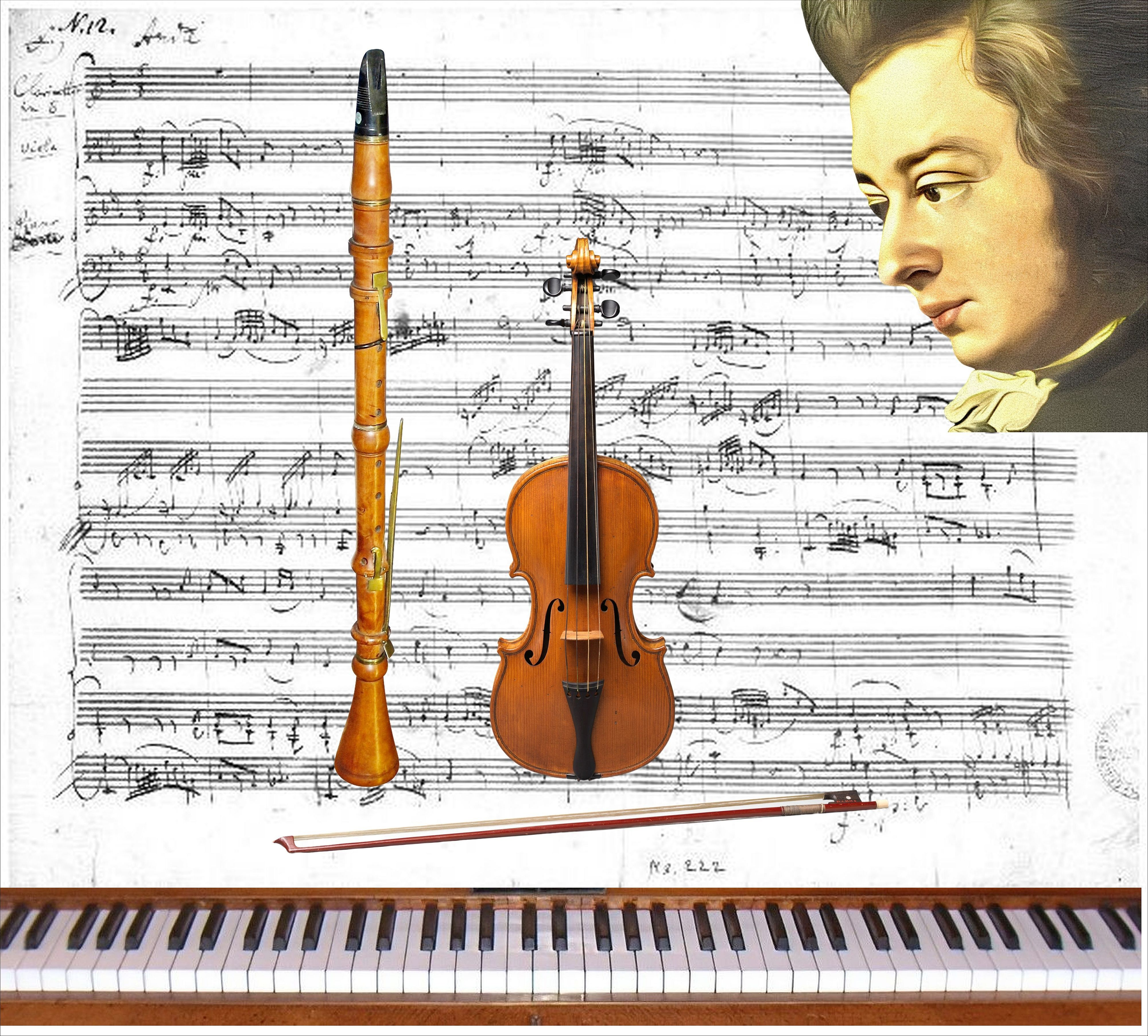
Primera página de la partitura autógrafa - Clarinete, Viola, Retrato de W. A. Mozart

El Trío Kegelstatt, K. 498, también conocido como Trío para clarinete, viola y piano en mi bemol mayor, es una composición clásica de música de cámara, escrita por Wolfgang Amadeus Mozart.

## Historia
Mozart escribió el trío en diez hojas de papel (diecinueve páginas) en Viena y fechó el manuscrito el 5 de agosto de 1786. De acuerdo con Karoline Pichler, una muchacha que contaba a la sazón diecisiete años y que había sido alumna de Mozart durante mucho tiempo, la obra estaba dedicada a Franziska Jacquin (1769–1850), otra de sus alumnas. De hecho, Mozart y la familia Jacquin —el padre era Nikolaus Joseph von Jacquin y su hijo menor, Gottfried Jacquin— eran bastante buenos amigos. Interpretaron conciertos domésticos juntos, en los que Nikolaus tocaba la flauta travesera y Franziska el piano. En una carta a Gottfried del 15 de enero de 1787, Mozart exalta la aplicación y diligencia de Franziska en el estudio, y dedicó un considerable número de obras a la familia Jacquin, entre las que destaca este trío. Su amistad fue incluso más allá cuando, un año más tarde, Mozart escribió dos canciones, Als Luise die Briefe ihres ungetreuen Liebhabers verbrannte (KV 520) y Das Traumbild (KV 530) para el explícito propósito de que Gottfried la usase bajo su propia autoría.
El término alemán Kegelstatt alude al callejón por donde circulan los bolos para derribar los palos. Mozart escribió que había compuesto los doce dúos para corni di bassetto (KV 487) mientras estaba jugando a los bolos; anotó en la primera página del autógrafo: «Viena, 27 de julio de 1786 mientras estoy jugando a los bolos» –solo una semana antes había fechado este trío. Sin embargo, no existe ninguna evidencia de que se diese una situación similar con esta obra; el título fue añadido por editores posteriores. Mozart introdujo esta obra en su propio catálogo temático bajo el título de Ein Terzett für klavier, Clarinett und Viola.
El trío fue interpretado por primera vez en casa de los Jacquin; Anton Stadler tocó el clarinete, Mozart la viola y Franziska Jacquin el piano. En la época de Mozart, el clarinete era un instrumento relativamente nuevo, y el Trío Kegelstatt (además del Quinteto para clarinete y del Concierto para clarinete de Mozart) contribuyó a incrementar la popularidad del instrumento. 
El trío fue publicado en 1788 por Artaria en un arreglo —probablemente con el permiso de Mozart— para violín, viola y piano, y el clarinete original se describió como «parte alternativa»: 

La parte del Violino si può eseguire anche con un Clarinetto.

Debido a esta inusual instrumentación, la pieza es adaptada a veces para adecuarse a otros tipos de tríos; por ejemplo, un trío para violín, clarinete y piano, un trío para violín, violonchelo y piano o un trío para violín, viola y piano como en la versión publicada por Artaria.
Mozart se convirtió con este trío en el primer compositor en escribir una obra para semejante combinación de instrumentos; en el siglo XIX, Robert Schumann escribió Märchenerzählungen  Op. 132 y Max Bruch compuso en 1910 Ocho piezas para clarinete, viola, y piano  Op. 83. Nel XX secolo sono state composte le seguenti opere nella formazione del Trio Kegelstatt: Jean Francaix “Trio” (1990), Bertold Hummel “Trio” op. 76a (1981), György Kurtág “Hommage à R. Sch.” op. 15/d (1990). 
En marzo de 1894, el manuscrito pasó a manos del musicólogo y compositor Charles Théodore Malherbe (1853–1911), tras habérselo comprado a Leo Sachs, un banquero de París, quien a su vez lo había adquirido de Johann Anton André, que lo consiguió como parte de una extensa adquisición de manuscritos de la viuda de Mozart, Constanze (la Mozart Nachlass), en 1841. En 1912, el autógrafo fue donado a la Bibliothèque nationale de France, Département de la Musique, Malherbe collection, Ms 222.

## Análisis musical
El manuscrito anota la parte de clarinete como Clarinetto in B (clarinete en si) y usa el tono escrito. La parte de viola emplea la clave de do en posición de contralto. El cartelito que indica la parte de piano muestra una corrección llevada a cabo por Mozart, en la que parece que empezó a escribir las letras «Ce» (para Cembalo) y lo reemplazó por «Piano forte». Sin embargo, esta parte está etiquetada para «Cembalo» en el segundo y el tercer movimientos. La tonalidad de mi bemol mayor en la última música de cámara de Mozart indica un gran amistad.
El trío consta de tres movimientos:
- I. Andante.
- II. Menuetto.
- III. Rondeaux: Allegretto.

### I.Andante
El primer movimiento no es el tradicional Allegro que suele iniciar las composiciones de la época, sino un Andante más contemplativo. El movimiento que lo sigue es, por consiguiente, un moderado Menuetto, en lugar de un movimiento lento, y el último tiempo, aunque de carácter vivaz, no es el Allegro característico. En resumen, los contrastes de tempo en este trío no son tan duros como en la mayoría de los tríos de piano.
El Andante está escrito en compás de 6/8 y consta de ciento veintinueve compases; una interpretación del mismo suele durar tan solo seis minutos. Carece de signos de repetición, algo inusual en la música de cámara; entre las obras maduras de Mozart distintas a las sinfonías, solo la Posthornserenade (KV 320) no presenta signos de repetición en el movimiento inicial. La frase más reconocible del tema principal del movimiento es un grupeto que aparece a lo largo del mismo.

### II.Menuetto
El segundo movimiento está compuesto en compás de 3/4 y consta de ciento cincuenta y ocho compases, casi todos ellos repetidos; las ejecuciones del mismo suelen durar asimismo seis minutos. La tonalidad del movimiento es si bemol mayor, la dominante del mi bemol del primer movimiento.
El menuetto inicial de este movimiento consta de la exposición de un tema de cuatro compases (compases 1-12, repetidos), y su desarrollo (compases 13–41, también repetidos). En el piano, los fuertes latidos de la línea del bajo y la forma dinámica de contraste pone el carácter de este tema aparte de cualquier aire convencional y de las nociones de ornamentación propias de un menuetto. Durante el desarrollo, el diálogo entre los instrumentos se intensifica, y Mozart exhibe su dominio del contrapunto sin resultar académico o "aprendido".
El Trio que le sigue se inicia con una frase cromática de cuatro notas, a la que la viola responde con una serie de rápidos y vivos tresillos, acompañados por los acordes cromáticos del piano (compases 42–62, repetidos). En el desarrollo de este tema, la frase cuatro notas y los vivaces tresillos son recogidos por el piano, mientras que el clarinete y la viola presentan algunas líneas que ascienden cromáticamente, tras de lo cual los tres instrumentos dan comienzo a una conversación concertística en la que la frase de cuatro notas tan solo se escucha en dos ocasiones en la mano izquierda (compases 63–94, repetidos).
La parte final del Trio se inicia con una variación del tema de cuatro notas, que es desarrollada bervemente (compases 95–102) hasta regresar al tema más brillante del menuetto, cuyo tratamiento pone fin al movimiento sin repeticiones.

### III.Rondeaux: Allegretto
El último movimiento está escrito en compás de compasillo binario (o alla breve, similar al 2/2) y consta de doscientos veintidós compases; su interpretación se realiza en unos ocho minutos y medio. La tonalidad, como es habitual, es la misma que la del movimiento inicial, mi bemol mayor. El formato musical del movimiento es un rondó en siete partes, poco común en las obras de Mozart; esta estructura en siete partes es la que explica el título Rondeaux, el plural del vocablo francés Rondeau.
La estructura es AB–AC–AD–A. El tema A consiste en una melodía cantabile de ocho compases en dos partes, extraída del primer movimiento y presentada primero por el clarinete, y tomada posteriormente en forma variaciones por el piano (compases 1–16). La melodía del tema B es ejecutada una vez por el clarinete (compases 17–24) después de que el piano interpretase un intermezzo de varios compases de extensión. Desde el compás 36 en adelante, los tres instrumentos interpretan cortas frases de ese tema por turno, seguidos por el piano solo que se inicia en el compás 50. El tema C es presentado por la viola y repetido (compases 67–76); los tres instrumentos desarrollan ese tema en los compases 77–90 (repetidos). Este desarrollo visita la tonalidad menor de la subdominante (II grado, fa menor) antes de terminar en el relativo menor (do menor). El tema D es introducido en el compás 116 por todos los instrumentos casi al unísono, y desarrollado minuciosamente en los compases 132–153 (repetido). En contraste con el desarrollo previo, éste va a través de la tonalidad mayor de la subdominante (IV grado, la bemol mayor). Con la juguetona coda de los compases 191 a 222, Mozart concluye la composición, "que no solo satisface al oyente, ¡sino que lo deja encantado!".